# Opsoniny
Opsoniny – substancje, które po przyłączeniu się do antygenu ułatwiają zajście fagocytozy. Taka usprawniona dzięki opsoninom fagocytoza nosi nazwę immunofagocytozy, zaś proces i stan opłaszczenia antygenu przez opsoniny nazywamy opsonizacją.
Najważniejszymi opsoninami są składniki dopełniacza (C3b, C4b, iC3b, C3dg i C3d) oraz przeciwciała klasy IgG. Niemniej jednak funkcję opsonin mogą pełnić także inne substancje, na przykład białko C-reaktywne, fibrynogen, fibronektyna.
Wpływ tych substancji na fagocytozę może polegać nie tylko na jej ułatwianiu, ale wręcz na zapoczątkowaniu tego procesu. Zdolność inicjacji immunofagocytozy mają głównie przeciwciała, dopełniacz zaś pełni głównie funkcje wspomagające. Samodzielnie może on wywołać fagocytozę tylko w wyniku wcześniejszego pobudzenia fagocytu.